# Enticement (film 1925)
Enticement è un film muto del 1925 diretto da George Archainbaud sotto la supervisione di Thomas H. Ince. La sceneggiatura si basa su Enticement, romanzo di Clive Arden pubblicato a Indianapolis probabilmente nel 1924.

## Produzione
Il film fu prodotto dalla Thomas H. Ince Corporation.

## Distribuzione
Il copyright del film, richiesto dalla Thomas H. Ince Corp., fu registrato il 19 gennaio 1925 con il numero LP21037.
Distribuito dalla First National Pictures, il film uscì nelle sale cinematografiche degli Stati Uniti nel marzo 1925.
Non si conoscono copie ancora esistenti della pellicola che viene considerata presumibilmente perduta.